# قلعه‌نو مهدی‌آباد
قلعه‌نو مهدی‌آباد یا قلعه‌نو روستایی در دهستان درب قاضی بخش مرکزی شهرستان نیشابور استان خراسان رضوی ایران است.

## جمعیت
بر پایه سرشماری عمومی نفوس و مسکن در سال ۱۳۹۵ جمعیت این روستا ۱۸۹ نفر (۶۱خانوار) بوده‌است.